# Collag
Un collag era una composición en verso, hecha en mapudungun, que se cantaba en Chiloé, un archipiélago del sur de Chile. De acuerdo a la información reunida en un estudio realizado a fines del siglo XIX, poco antes de su desaparición, se usaban principalmente durante los quemunes, visitas entre compadres que incluían discursos ritualizados, juegos y festejos.
Las piezas conservadas son, entre otras, saludos entre compadres, diálogos amorosos, narraciones y cantos cómicos.
Los collags que se conocen fueron recogidos y traducidos en la década de 1880 por Juan Elías Carrera (Necul), un hombre de la isla Caguach con conocimiento del idioma mapuche, e incluidos en la obra Estudios de la lengua veliche de Alejandro Cañas Pinochet, presentada en el Cuarto Congreso Científico de Santiago de Chile (1908-1909) y publicada en 1911 en el volumen XI de los trabajos del mencionado congreso. La ortografía con que fueron presentados es obra de Necul y se basa en la del castellano; las únicas traducciones publicadas, sin embargo, fueron realizadas por Cañas y en ocasiones se alejan bastante del original, de acuerdo a lo señalado por Rodolfo Lenz al analizar uno de estos textos. Los collags son los principales testimonios del último estadio de la variante chilota de la lengua mapuche, extinta desde principios del siglo XX.